# Amparo (prénom)
Pour les articles homonymes, voir Amparo.
Cette page présente le prénom Amparo ainsi que ses variantes.
Amparo est un prénom féminin espagnol et portugais. 

## Origine
Ce prénom est d'origine latine, le nom « Amparo » signifie en français « refuge, abri, protection ». Donné en hommage à la Nossa Senhora do Amparo en Portugais, et à la Nuestra Señora del Amparo en Espagne, ou à la Mare de Déu dels Desemparats, sainte patronne de la ville de Valence, c'est un prénom typique de cette région.

## Variantes linguistiques
Certaines langues connaissent des équivalents de ce prénom : Empar en catalan, Itzal en basque. De signification similaire, on trouve aussi Bjørg et Liv dans les pays scandinaves.

## Personnalités portant ce prénom
- Amparo Baró, actrice espagnole
- Amparo Llanos, chanteuse espagnole
- Amparo Muñoz (1954-2011), actrice espagnole
- Amparo Poch y Gascón
- Pour l'ensemble des articles sur les personnes portant ce prénom, consulter :
  - la liste des articles dont le titre commence par ce prénom
  - les listes produites par Wikidata : Liste des personnes de prénom « Amparo » — même liste en incluant les éventuels prénoms composés qui contiennent « Amparo ».